# Irrigon
Irrigon é uma cidade localizada no estado norte-americano de Oregon, no Condado de Morrow.

## Demografia
Segundo o censo norte-americano de 2000, a sua população era de 1702 habitantes.
Em 2006, foi estimada uma população de 1829, um aumento de 127 (7.5%).

## Geografia
De acordo com o United States Census Bureau tem uma área de
3,6 km², dos quais 3,2 km² cobertos por terra e 0,4 km² cobertos por água.

## Localidades na vizinhança
O diagrama seguinte representa as localidades num raio de 32 km ao redor de Irrigon.